# Landbrugernes Sammenslutning
Landbrugernes Sammenslutning (LS) var en dansk landbrugsorganisation, der blev dannet 18. november 1930. Organisationen satte de traditionelle livsformer på landet i høj kurs og ønskede at sikre landbruget som erhverv i Danmark. Samtidig var man kritisk over for de eksisterende landbrugorganisationer og det politiske systems muligheder for at løse den økonomiske krise i 1930'erne.
Lederen af LS var Knud Bach (1871-1948), en landmand fra den lille landsby Rønge ved Gudenåen, ca. syv kilometer øst for Bjerringbro. Organisationen, der blev kendt som "Randersbevægelsen", udviklede sig hurtigt fra at være en lokal organisation til en landsdækkende. 29. juli 1935 fik dette et markant udtryk Bondetoget til kongen, hvor 40-50.000 landbrugere fra hele landet samledes på Amalienborg Slotsplads og en protestskrivelse mod politikernes manglende hjælp til landbruget blev afleveret til kongen. De følgende år arrangede LS på årsdagen for Bondetoget såkaldte bondestævner, der også opnåede stor tilslutning. I 1936 fandt det sted i Rønge.
I samtiden blev der talt om meget store medlemstal for LS, op mod 100.000, men i realiteten nåede organisationen formodentlig sit højeste medlemstal i 1940 med 36.313 medlemmer.
16. maj 1934 blev Bondepartiet, der indtil 1939 hed Det Frie Folkeparti, dannet som en partipolitisk forlængelse af LS. Efter den tyske besættelse af Danmark 9. april 1940 tilsluttede LS sammen med Bondepartiet og Danmarks Nationalsocialistiske Arbejderparti (DNSAP) 17. juni 1940 en fælleserklæring, hvor man krævede den siddende samlingsregering afsat. I en ny regering skulle Knud Bach være både landbrugs- og statsminister. Den nye regering blev ikke til noget, men ved retsopgøret efter besættelsen blev flere personer dømt for planerne, herunder Knud Bach.
I efteråret 1944 forlod Knud Bach LS-ledelsen. Efter befrielsen blev han ved Københavns Byret 12. juli 1947 idømt fem års fængsel, men allerede med udgangen af oktober samme år blev han benådet efter en hjerneblødning.
LS ophørte ikke med at eksistere efter besættelsen, men fik ingen indflydelse. I 1949 blev der på Knud Bachs fødselsdag, 26. september, af LS og Knud Bachs enke rejst et mindesmærke over Knud Bach ved hans fødegård, Røngegård, under medvirken af 4-5.000 jyske landmænd.
LS spillede dog en vis rolle i 1950'rne, jf. Erik Helmer Petersen, Det danske landbrugs historie IV 1914-1988, Odense, 1988.